# بخش گوپالگانج (هند)
بخش گوپالگانج (به انگلیسی: Gopalganj district) یک منطقهٔ مسکونی در هند است که در بخش ساران واقع شده‌است. بخش گوپالگانج ۲٬۵۶۲٬۰۱۲ نفر جمعیت دارد.